# Torneio Internacional da Amizade

## História
A disputa de torneios amistosos para abertura de temporada é comum na Europa, para dar ritmo a jogadores titulares ou reservas.
Apesar de ser mais difícil encontrar clubes estrangeiros interessados em viajavam para o Brasil, existiram alguns torneios deste tipo, e o Torneio Internacional da Amizade é um exemplo disso.
O torneio teve apenas uma edição, no ano de 1995, que contou com quatro participantes, sendo os três grandes clubes de Recife (Sport, Náutico e Santa Cruz) e o Porto, que era o campeão português da temporada 94/95 e terminou conquistando a competição e levando o troféu para Portugal vencendo o Sport de virada na Ilha do Retiro e batendo o Santa Cruz nos pênaltis no Arruda.

## Formato
O torneio foi disputado em sistema de "mata mata" com fases semifinal e final. O critério de classificação usado foi o de convite.
As vagas foram distribuídas da seguinte maneira:
| Vagas | País     | Classificados               |
| ----- | -------- | --------------------------- |
| 3     | Brasil   | Sport, Náutico e Santa Cruz |
| 1     | Portugal | Porto                       |

## Confrontos
|  | Semifinais | Semifinais | Semifinais |  |  | Final          | Final          | Final          |
|  |            |            |            |  |  |                |                |                |
|  | 1          | Porto      | 2          |  |  |                |                |                |
|  | 2          | Sport      | 1          |  |  |                |                |                |
|  |            |            |            |  |  | 5              | Santa Cruz     | 1(2)           |
|  |            |            |            |  |  | 6              | Porto          | 1(4)           |
|  | 3          | Santa Cruz | 0(4)       |  |  |                |                |                |
|  | 4          | Náutico    | 0(3)       |  |  | Terceiro lugar | Terceiro lugar | Terceiro lugar |
|  |            |            |            |  |  | 2              | Sport          | 1              |
|  |            |            |            |  |  | 4              | Náutico        | 0              |

## Campeão
| Torneio Internacional da Amizade 1995 |
| ------------------------------------- |
| Porto 1º Título                       |